# Donkey Kong 3
Donkey Kong 3 (ドンキーコング３?, Donkī Kongu Surī) è l'ultimo capitolo della saga di videogiochi arcade di Donkey Kong, pubblicato da Nintendo nel 1983.
In questo titolo il giocatore controlla Stanley, un giardiniere armato di insetticida, apparso in precedenza come protagonista del Game & Watch Greenhouse. Donkey Kong è l'antagonista, mentre Mario non è presente.
Il gioco venne convertito solo per alcune piattaforme casalinghe giapponesi e uscì anche un Donkey Kong 3 portatile della serie Game & Watch.

## Modalità di gioco

Schermata della versione arcade

Donkey Kong si trova aggrappato a due liane nella parte alta dello schermo e scuote dei favi per farne uscire gli insetti nemici di Stanley. 
In basso si trovano alcune piattaforme, con conformazione diversa a seconda del livello, sulle quali può muoversi Stanley.
Lo scopo è di proteggere a colpi di insetticida spray le cinque piantine in fondo allo schermo e, per poter passare al livello successivo, eliminare tutti gli insetti oppure costringere Donkey Kong, sempre a colpi di insetticida, a risalire le liane fino alla cima dello schermo.
Se indisturbato, Donkey Kong scende molto lentamente le liane e se arriva in fondo picchia Stanley, che perde una vita.
Stanley può muoversi orizzontalmente e passare in ogni punto da una piattaforma a quella soprastante o sottostante; se sopra non ce ne sono altre può saltare. L'insetticida si può spruzzare a lungo raggio verso l'alto, con munizioni illimitate.
Oltre all'insetticida normale esiste il "super insetticida", che si può ricavare spingendo DK fino a circa metà delle liane, ma ha munizioni limitate. A differenziarli sono sia il raggio di azione che la potenza.
I nemici sono vari tipi di insetti volanti, alcuni dei quali sparano anche pungiglioni o cercano di portare via le cinque piantine, e anche vermi che camminano sui ripiani.
In alcuni livelli Donkey Kong ha la capacità di attaccare direttamente Stanley lanciandogli dei cocomeri, mentre gli insetti sono meno frequenti e irrilevanti per il completamento del livello; in questi livelli l'unico modo per vincere è spingere in alto Donkey Kong prima che scada il tempo.